# Rue du Moulinet
La rue du Moulinet est une rue du 13e arrondissement de Paris située dans le quartier de la Maison-Blanche.

## Situation et accès
La rue du Moulinet est desservie à proximité par la ligne 7 à la station Tolbiac.

## Origine du nom
Elle doit son nom à la présence d'un petit moulin qui était présent à l'angle qu'elle formait avec l'avenue d'Italie.

## Historique

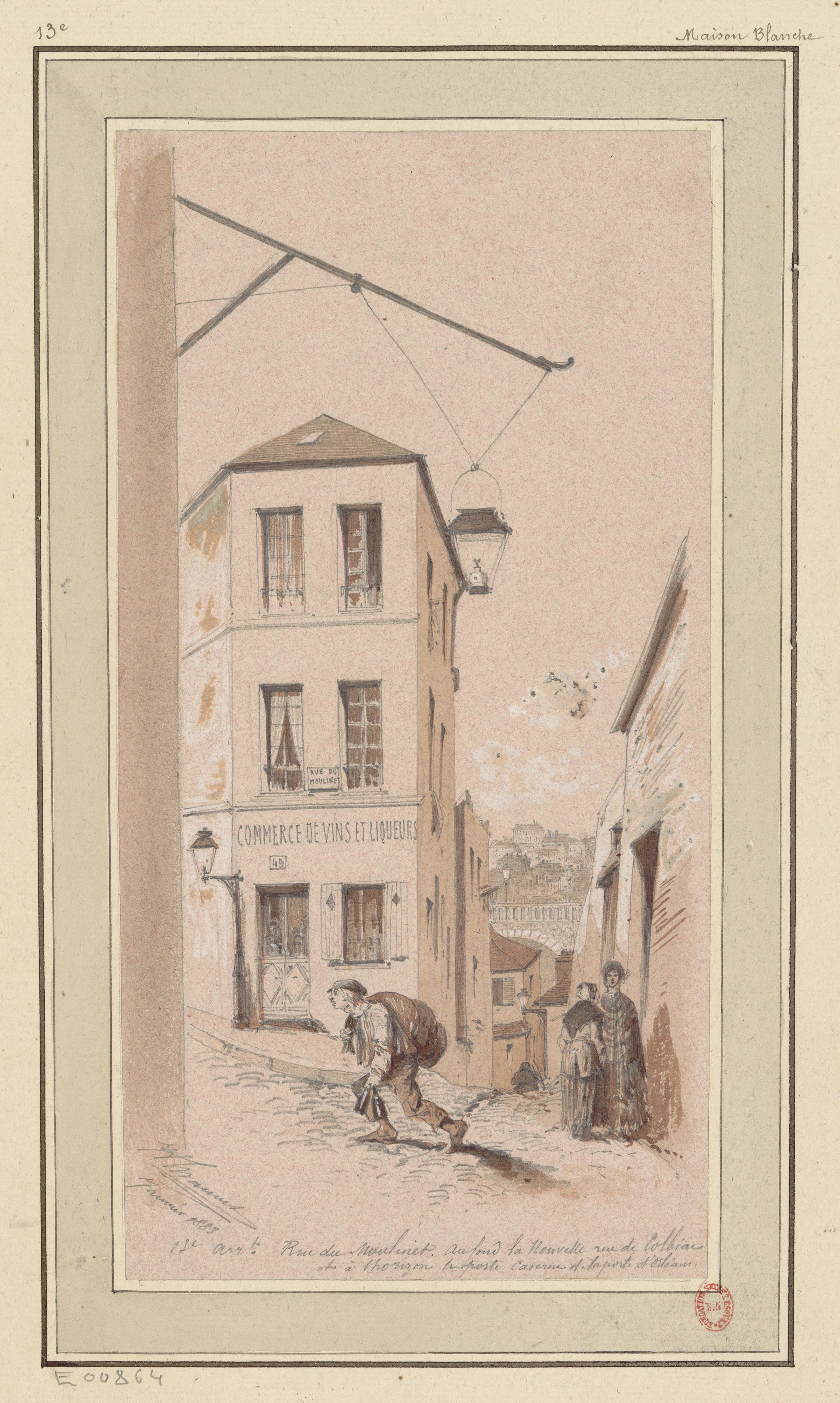
Vue de la rue en 1883 (dessin de Jules-Adolphe Chauvet).

La rue s'est formée en plusieurs tronçons :
- un tronçon d'une longueur de 125 m à partir du passage Vandrezanne, qui avait été classé dans la voirie de la commune de Gentilly par arrêté du 5 octobre 1857 sous le nom de « sentier », ou « passage du Moulinet ». Cette partie a été intégrée dans la voirie de Paris en 1863 ;
- par décret du 29 mai 1922, elle est prolongée sur une longueur de 99 m environ à partir du passage Vandrezanne ;
- elle est prolongée, une nouvelle fois le 10 mai 1924, par l'ouverture de la portion allant du passage Vandrezanne jusqu'à la rue Bobillot[2].

## Bâtiments remarquables et lieux de mémoire
- Lycée Tolbiac, lycée d'enseignement professionnel (arts appliqués, artisanat d'art, ameublement, imprimerie, industries graphiques, papier, carton)[3].
- Piscine de la Butte-aux-Cailles
- Square de la Montgolfière